# Криуленко Антоніна Тимофіївна
Антоні́на Тимофі́ївна Криуленко (1 березня 1920, Олександрія, УРСР — 27 березня 2012, Олександрія, Україна) — педагог, краєзнавець, музеєзнавець (засновниця 20 музеїв), літераторка, відмінник народної освіти, учасниця Другої світової війни, ветеран праці, почесна громадянка міста Олександрії та села Недогарки.

## Біографічні дані
Народилася 1 березня 1920 року в Олександрії. Батько — Тимофій Григорович Криуленко працював на пошті телефоністом та телеграфістом, мати — Степанида Петрівна Стороженко була домогосподаркою. Родина виховувала трьох власних дітей та п'ятьох осиротілих племінників матері.
У 1928 році вступила до дворічної Новопилипівської школи, з трього класу вчилася у середній школі № 1 (зараз Олександрійська гімназія ім Т.Г. Шевченка). У 1938 році закінчила десятий клас, а в 1939 році вступила до Дніпропетровського університету на філологічний факультет. Вибір професії вчителя був зумовлений рекомендацією директора школи Никифора Жарія, який відзначив у неї педагогічні здібності.
У 1941 році разом з іншими студентами евакуювалася на Кавказ у Орджонікідзе (Північно-Осетинська АРСР), де продовжила навчання в педагогічному інституті імені Коста Хетагурова. Водночас працювала в місцевій лікарні, бо ще до війни почала проходити дворічний курс «медсестер-хірургічок». Добровільно зарахована санітаркою Новочеркаського евакгоспіталю № 337.. У січні 1942 року під час перевезення поранених Антоніну Тимофіївну поранено в голову. Після одужання в жовтні 1942 року її було направлено працювати до ТРСР. Працювала секретарем міського комітету комсомолу.
Після звільнення Олександрії вона повернулася на батьківщину для відбудови народного господарства. З лютого 1944 року працювала вчителем історії в місцевій школі. У листопаді 1946 року перейшла на посаду вчителя російської мови в Олександрійському педучилищі. З 1949 по 1976 рік викладала російську мову та літературу в середній школі № 1. З 1976 року на пенсії. 
З 1976 по 1991 рік на громадських засадах працювала в Олександрійському народному краєзнавчому музеї: екскурсоводом, лектором, керівником «школи мужності», яка діяла при краєзнавчому музеї з 1972 по 1984 рік, за цей час проведено 10 випусків з охопленням 928 учнів. 
З 1983 по 1985 рік працювала по заміні в Недогарській школі, тоді вона заснувала музей історії села Недогарки. У 1985 році була керівником пошукового загону Новопразької середньої школи № 1, у будинку піонерів вона створила музей бойової слави. 
З 1986 по 1992 рік працювала у Войнівській середній школі, там створила пошуковий загін «Орлята». У 1992 році переведена до Косівської середньої школи, там створила пошуковий загін та краєзнавчий музей. 
У 1996 році створила музей у загальноосвітній школі № 17 (зараз ліцей) міста Олександрії, очолила і працювала в ньому до 2000-х років. За допомоги Антоніни Тимофіївни були створені музеї в багатьох закладах Олександрії: індустріальному технікумі, медичному училищі, професіно-технічному училищі № 7, районному відділі міліції тощо.
Померла 27 березня 2012 року (за іншими даними 28 березня), похована в Олександрії. 
Мати трьох дочок, які теж стали педагогами, є онуки, правнуки.

## Науково-громадська робота
У 1980 році в Дніпропетровському університеті відбулася зустріч випускників, на яку прибули 27 осіб із 360, які закінчили факультет; більшість загинули на війні. Тоді Антоніна Тимофіївна дала клятву увічнити пам'ять про тих, хто віддав життя за батьківщину. Першим кроком була організація загону юних слідопитів у школі. Разом із учнями вона здійснювала листування, організовувала опитування місцевих жителів, збирала та опрацьовувала матеріали, створювала стенди, заклавши основу першого шкільного музею.
У 1983 році, працюючи на заміні у Недогарській школі вона ініціювала створення музею історії села, у якому було зібрано понад 1000 експонатів. Діяльність загону «Пошук», який працював під її керівництвом, була відзначена як переможець республіканського конкурсу-огляду музеїв військово-патріотичного спрямування. У 1986 році, перейшовши до Войнівської школи, сформувала загін юних слідопитів «Орлятко», який займався дослідженням історії військових частин, що визволяли Олександрійщину, а також доглядав за пам'ятками та здійснював пошукову роботу, зокрема виявлення й перепоховання останків з силосних ям.
Упродовж своєї педагогічної діяльності Антоніна Тимофіївна засновувала музеї там, де працювала: Недогарках, Олександрівці, Войнівці, Косівці, індустріальному технікумі, райвідділі міліції, Олександрійській школі № 17 тощо. Вона також сприяла створенню музеїв у Білгородській школі № 13 та деяких школах Харкова, передаючи частину зібраних матеріалів. У 1996 році за її ініціативи в школі № 17 було відкрито музей «Олександрія — місто гірників», присвячений історії вугільних підприємств регіону.
Авторка понад 55 публікацій. Досвід педагогічної праці, роботи зі створення громадських музеїв узагальнила в книгах «Сторінки життя вчителя», «Пам'ять», «Струни серця» тощо. Деякі книги є збірками білих віршів–верлібрів. Автор книг (проза, поезія, мемуари): «Эскизы природы», «Подкова на счастье», «Река судьбы», «Еще не вечер», «Пам’ять», «Світла юність моя» тощо. У книгах «Пам'ять», трилогії «Была война», «Огненные годы», «Стояли насмерть» — закликає «читачів, всіх людей доброї волі, берегти й зміцнювати мир».
Авторка циклу лекцій на патріотичні теми (працювала позаштатним лектором міськкому партії); активна учасниця товариства «Знання»; двічі обрана народним засідателем Верховного суду СРСР (1962, 1983).

## Нагороди та вшанування
- Медаль «Ветеран праці»;
- Орден Вітчизняної війни ІІ ступеня;
- Орден «За мужність»[2].

За особливі заслуги перед містом та активну участь у громадсько-політичному житті рішенням Олександрійської міської ради від 03.10.1995 року № 69 Антоніні Криуленко було присвоєно звання «Почесний громадянин міста».
У 2002 році Антоніна Криуленко стала лауреатом обласної педагогічної премії імені Василя Сухомлинського за свою книгу «Сторінки життя вчителя».
В Олександрії 8 жовтня 2015 року на приміщенні навчально-виховного об'єднання «Олександрійська гімназія ім.Т.Г.Шевченка — ЗНЗ І-ІІ ступенів — школа мистецтв» було відкрито пам'ятну меморіальну дошку Антоніні Тимофіївні Криуленко.
27 лютого 2020 року в Олександрійському міському музейному центрі імені А. Ф. Худякової відбулась зустріч-вечір пам'яті з нагоди 100-річчя від дня народження Антоніни Тимофіївни.